# Pole Star
Die Pole Star ist ein Mehrzweckschiff des Northern Lighthouse Board.
Das Schiff wurde unter der Baunummer 709 bei Ferguson Shipbuilders in Port Glasgow gebaut. Das im Jahr 2000 in Dienst gestellte Schiff ersetzte die 1964 gebaute Fingal. Es ist in Oban stationiert.

## Einsatz
Das Schiff dient dem Northern Lighthouse Board in erster Linie als Tonnenleger und für die Instandhaltung und Versorgung der Leuchttürme und Seezeichen in den Küstengewässern Schottlands und der Isle of Man. Durch seinen geringen Tiefgang kann das Schiff sehr flexibel eingesetzt werden. Außerdem kann das Schiff für hydrographische Vermessungsarbeiten und für die Wracksuche genutzt werden.

## Technische Daten und Ausstattung
Der Antrieb des Schiffes erfolgt dieselelektrisch. Für die Stromerzeugung stehen drei Cummins-Wärtsilä-Dieselmotoren des Typs 8L170 mit jeweils 920 kW Leistung zur Verfügung, die drei Leroy-Somer-Generatoren antreiben. Außerdem steht ein Hafengeneratorsatz, bestehend aus einem Cummins-Dieselmotor mit 256 kW Leistung und einem Stamford-Generator zur Verfügung. Die Propulsion erfolgt durch zwei Rolls-Royce-Propellergondeln mit jeweils 1000 kW Leistung. Das Schiff ist mit zwei Bugstrahlrudern mit jeweils 210 kW Leistung ausgestattet. Es verfügt durch die Antriebsanlage über ein System zur dynamischen Positionierung.
Die Decksaufbauten befinden sich etwa ab der Schiffsmitte Richtung Vorschiff. Hinter den Aufbauten befindet sich ein 90 m² großes, offenes Arbeitsdeck. Hier ist ein Kran installiert, der 18 t heben kann. Auf der Steuerbordseite befindet sich eine vom Arbeitsdecks aus zugängliche Werkstatt. Unterhalb des Arbeitsdecks befindet sich ein kleiner Laderaum, der über eine Luke im Arbeitsdeck zugänglich ist. Hier werden z. B. die Ketten für die Tonnen gelagert.
Das Schiff ist für 15 Besatzungsmitglieder eingerichtet. Die Kabinen befinden sich auf dem Hauptdeck und den beiden darüber liegenden Decks. Auf dem Hauptdeck liegen u. a. noch die Kombüse, Proviant- und Kühllast, die Messe und ein Aufenthaltsraum für die Besatzungsmitglieder. Auf den beiden darüber liegenden Decks befinden sich neben den Kabinen noch ein Büroraum, eine Wäscherei, eine Offizierslounge und verschiedene Technikräume. Zusätzlich zu den Kabinen für die Besatzung stehen eine Zweibett- und eine Vierbettkabine zur Verfügung, so dass neben der Besatzung sechs Personen untergebracht werden können.